# Rathaus Neukölln (métro de Berlin)

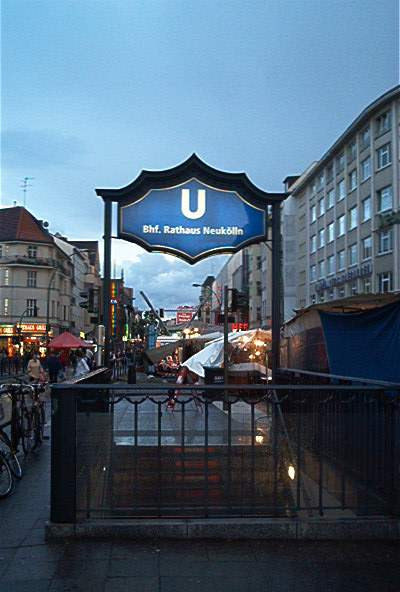
Bouche de métro de la station.

Rathaus Neukölln est une station de la ligne 7 du métro de Berlin en Allemagne, située dans le quartier et l'arrondissement de Neukölln.

## Situation
La station est établie sous la rue Karl-Marx, au niveau de l'hôtel de ville (Rathaus) de Neukölln, dans le quartier du même nom, entre Hermannplatz au nord-ouest, en direction de Rathaus Spandau, et Karl-Marx-Straße au sud, en direction de Rudow.

## Histoire
Elle est construite selon les plans de l'architecte suédois Alfred Grenander dans un style Nouvelle Objectivité et mise en service le 11 avril 1926 alors sur la ligne CI de la Nordsüdbahn A.G. En 1966, elle est intégrée à la nouvelle ligne 7. En 1968, les quais sont allongés de 80 à 110 m afin de pouvoir accueillir des rames à plus grande capacité.

## Service des voyageurs

### Accueil
La station comprend deux bouches équipées d'ascenseurs et d'escaliers mécaniques qui la rendent totalement accessible aux personnes à mobilité réduite. Les deux voies encadrent un quai central.

### Desserte
Rathaus Neukölln est desservie par les rames circulant sur la ligne 7 du métro.

### Intermodalité
La station de métro est en correspondance avec les lignes no 104, 166 et 171 de la BVG.